# Johnny English
Johnny English é um filme britânico-americano do gênero comédia de espionagem e ação dirigido por Peter Howitt e escrito por Neal Purvis, Robert Wade e William Davies. O filme foi produzido pela StudioCanal e Working Title Films para ser distribuído pela Universal Pictures.
Estrelado por Rowan Atkinson no papel-título, Natalie Imbruglia, Ben Miller e John Malkovich, o longa é a primeira produção da série de filmes Johnny English, sendo uma paródia aos filmes do gênero espionagem, com claras referências a famosa série de filmes James Bond.
Lançado nos cinemas do Reino Unido em 11 de abril de 2003, o filme recebeu críticas mistas dos críticos, mas obteve sucesso comercial, tendo arrecadado mais de US$ 160 milhões em todo o mundo contra um orçamento de US$ 40 milhões; o filme alcançou a liderança de bilheteria britânica durante três finais de semana após o seu lançamento no país até ser superado por X-Men 2. Anos mais tarde, o filme ganharia as suas duas sequências: Johnny English Reborn e Johnny English Strikes Again, lançadas em 2011 e em 2018, respectivamente.

## Enredo
Johnny English é um mero funcionário do MI7 (o departamento britânico de inteligência) bondoso, mas inepto, que trabalha em uma mesa enquanto sonha em ser um agente fiel e confiável da instituição. Depois que o Agente Um morre acidentalmente em um submarino (por conta da negligência de uma função de English) durante uma missão, os agentes restantes também são mortos por um bombardeio no funeral do Agente Um (graças à incompetência de English novamente), deixando English como o único "agente" sobrevivente capaz de terminar a missão que o Agente Um não pode concluir.
English é designado para impedir um plano de roubo das Joias da Coroa Britânica, que estão em exposição na Torre de Londres. Johnny encontra uma misteriosa mulher, Lorna Campbell, na cerimônia de apresentação das jóias recém-restauradas; durante o evento, a energia repentinamente sofre um blecaute e as jóias são roubadas. Durante o caos, English acidentalmente derruba o vice-chefe de segurança e finge lutar contra um "assaltante" imaginário para compensar seus erros. Mais tarde, ele faz uma falsa descrição do "assaltante" para Pegasus, seu chefe no MI7. Johnny English e seu assistente, Angus Bough, descobrem que as joias foram removidas por um buraco escavado abaixo da vitrine onde elas estavam guardadas; os dois seguem um túnel onde enfrentam os dois ladrões Dieter Klein e Klaus Vendetta, que escapam em um carro fúnebre, com English tentando persegui-los; Johnny, contudo, confunde outro carro funerário com o veículo dos fugitivos, para o qual ele acidentalmente vai parar em um funeral verídico até que Bough chega e o retira de lá fingindo que English é um paciente com problemas mentais que escapou de um hospício.
Johnny conecta os ladrões a Pascal Sauvage, um empresário francês construtor de prisões que ajudou a restaurar as jóias da coroa, mas Pegasus acha as alegações de seu envolvimento absurdas e avisa English para não envolver Sauvage. No estacionamento, English e Bough duelam Vendetta em um tiroteio, mas não são feridos. Johnny novamente encontra Lorna em um restaurante japonês ao reconhecer sua motocicleta rosa estacionada em frente ao estabelecimento; durante a conversa com ela, English passa a desconfiar de Lorna desde que ele a viu duas vezes nas cenas do crime; após uma pesquisa, porém, Johnny descobre que o nome de Lorna não consta em nenhuma lista de procurados do governo.
English e Bough decidem invadir o prédio empresarial de Sauvage através de pára-quedas, mas English aterrissa por engano em uma torre visualmente idêntica, mas que é o hospital da cidade. Indo posteriormente para o edifício correto, os dois descobrem que Sauvage, que é um descendente de Carlos Eduardo Stuart, planeja se tornar rei usando um impostor para se passar pelo Arcebispo da Cantuária; Lorna chega, revelando-se ser uma agente da Interpol que está rastreando Sauvage. Com evidências do envolvimento de Sauvage, English disfarçadamente aparece em uma recepção oferecida por Sauvage, mas depois é dispensado do trabalho por Pegasus por ele lhe ter desobedecido.
Com Johnny sabendo de seus planos, Sauvage desiste do plano de usar um impostor para se passar pelo Arcebispo e em vez disso envia seus subordinados para forçar a Rainha Elizabeth II a abdicar de seu trono ameaçando seu cão de estimação, fazendo com que toda a linha de sucessão seja ignorada em benefício de Sauvage para este se tornar rei. Lorna, agora encarregada da tarefa de Pegasus, visita English, que se encontra deprimido, e o convence a viajar com ela para o castelo francês de Sauvage para investigar. Espionando um encontro de Sauvage com criminosos de renome internacional, English e Lorna descobrem que Sauvage planeja transformar o Reino Unido na maior prisão do mundo quando ele se tornar rei. Johnny e Lorna são expostos quando o atrapalhado agente acidentalmente ativa um microfone, fazendo com que Sauvage note suas presenças na sala e os tomem como prisioneiros.
English tenta roubar um DVD que contém o plano de Sauvage, mas acidentalmente o disco cai em uma bandeja com outros idênticos e leva o errado, sem olhar; Bough resgata Johnny e Lorna do cativeiro e eles correm para impedir a coroação de Sauvage. Chegando na cerimônia de coroação, English se disfarça do arcebispo representante da Inglaterra para se infiltrar na cerimônia. Ele descobre que o verdadeiro arcebispo estava conduzindo a coroação na tentativa de provar que ele era o impostor; mas ainda insistente, English ordena que Bough toque o DVD com os planos maléficos de Sauvage para a televisão que transmitia o evento mas, como ele pegou o disco errado, o público vê uma filmagem do próprio English dançando e cantando "Does Your Mother Know" do ABBA dentro de seu banheiro em sua roupa íntima (que Sauvage havia obtido após grampear o apartamento de English). Johnny foge para se pendurar em um cabo de televisão para roubar a Coroa de Santo Eduardo antes dela ser dada a Sauvage. O vilão, apressado e furioso, então tenta matar English com uma arma, revelando-se para o público; após um dos tiros, English deixa cair a coroa. Momentos antes de Sauvage ser coroado rei, Johnny cai bem em cima de Sauvage, o empurrando do trono, e é "coroado" rei; por conta das leis de sucessão, Johnny é agora tecnicamente o Rei da Inglaterra. Em seu ato singular como rei, e com a situação de Sauvage já exposta, English "ordena" que Sauvage seja preso.
Com a Rainha de volta ao trono e com a linha sucessória real restabelecida, English é recompensado com o título de cavaleiro britânico. Mais tarde, Sauvage é condenado à morte por alta traição enquanto English e Lorna dirigem-se para o sul da França para férias românticas, mas English acidentalmente lança Lorna para fora de seu carro pressionando o botão do assento ejetável enquanto se inclinava para beijá-la. Em uma cena no meio dos créditos finais, Lorna cai em uma piscina de hotel onde Bough está de férias; no meio da confusão, também é visto um homem idêntico ao agressor fictício que English descreveu a Pegasus no início do filme.

## Elenco
- Rowan Atkinson como Johnny English
- Ben Miller como Angus Bough, parceiro da English nas missões
- John Malkovich como Pascal Edward Sauvage, o principal antagonista, distante descendente de James II
- Natalie Imbruglia como Lorna Campbell, a agente da Interpol
- Oliver Ford Davies como o arcebispo da Cantuária
- Tim Pigott-Smith como Pegasus
- Kevin McNally como o primeiro-ministro britânico
- Douglas McFerran como Klaus Vendetta
- Steve Nicolson como Dieter Klein
- Greg Wise como o Agente Um
- Tim Berrington como Roger
- Prunella Scales como a Rainha da Inglaterra
- Tasha de Vasconcelos como a condessa Alexandra
- Nina Young como a secretária de Pegasus
- Sam Beazley como o homem idoso no hospital
- Kevin Moore como o médico do hospital
- Jack Raymond como o garçom da festa de recepção promovida por Sauvage
- Jenny Galloway como secretária estrangeira
- Chris Tarrant como DJ de rádio
- Trevor McDonald como âncora do telejornal

## Produção
Em março de 2000, antes do lançamento de Maybe Baby, Rowan Atkinson se inscreveu para estrelar uma paródia de 007, com a notícia se tornando oficial.
Em julho de 2002, as filmagens de Johnny English foram iniciadas. O filme foi rodado durante catorze semanas nos estúdios da Shepperton Studios, com locações em Londres e St Albans, com as filmagens das cenas finais sendo realizadas em Monte Carlo durante dois dias. Em setembro de 2002, foi anunciado que Natalie Imbruglia, que escreveu a música-tema para Johnny English, também estrelaria o longa ao lado de Atkinson.
O personagem Johnny English é baseado em um personagem similar chamado Richard Latham, que foi interpretado pelo próprio Atkinson em uma série de anúncios de televisão britânicos para a empresa de cartões de crédito Barclaycard no anos 1990. O personagem de Bough (pronuncia-se "Boff") foi inicialmente descartado do filme, embora outro ator, Henry Naylor, tenha desempenhado o papel do personagens nos primeiros trailers do filme; algumas das piadas dos trailers foram reutilizadas no filme, incluindo English identificando incorretamente um garçom e inadvertidamente atirando em si mesmo com uma caneta esferográfica armada com dardo tranquilizante.

### Locais das filmagens

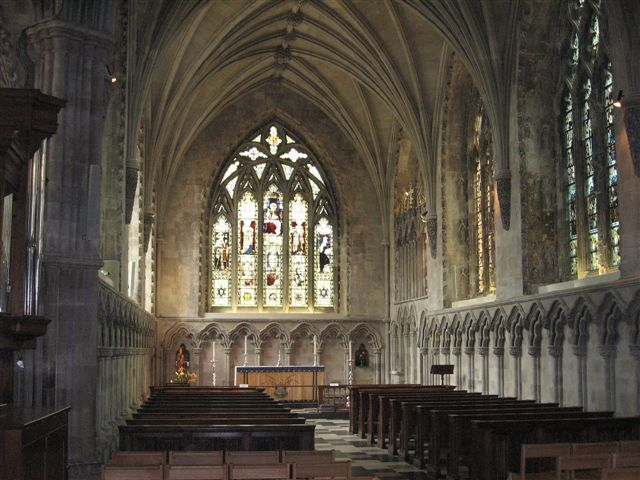
O interior da Catedral de St Albans, onde foram rodadas as cenas finais

- O hospital e o escritório de Sauvage (no filme duas torres gêmeas) são, na verdade, um único prédio: o One Canada Square, no Canary Wharf;
- As cenas do interior da Abadia de Westminster foram gravadas na Catedral de St. Albans;
- As cenas iniciais foram gravadas na Burghley House em Stamford;
- A propriedade de Sandringham House é na verdade a Hughenden Manor;
- O castelo de Sauvage é, na verdade, o Saint Michel Mount na Cornualha.

## Recepção
Johnny English teve recepção mista por parte da crítica especializada. Com índice de 33% em base de 117 revisões, o Rotten Tomatoes chegou ao consenso: "Uma paródia de espionagem mansa que provoca risadas frequentes". No Metacritic tem uma pontuação de 51/100 em base de 32 avaliações.

## Lançamento em outras mídias
Johnny English foi lançado em VHS em 11 de agosto de 2003 e em DVD em 13 de janeiro de 2004, o filme foi lançado em Blu-ray em 28 de fevereiro de 2012, junto com sua sequência Johnny English Reborn. O filme passou a se tornar disponível no catálogo da Netflix em fevereiro de 2016.

## Principais prêmios e indicações
British Comedy Awards 2003 (Reino Unido)
- Indicado na categoria de Melhor Filme de Comédia

European Film Awards 2003
- Indicado na categoria de Melhor Ator (Rowan Atkinson).